# Osteodiscus
Osteodiscus és un gènere de peixos pertanyent a la família dels lipàrids.

## Taxonomia
- Osteodiscus andriashevi (Pitruk & Fedorov, 1990)[2]
- Osteodiscus cascadiae (Stein, 1978)[3][4][5][6][7][8]